# Szymon Jabłonowski
Szymon Jabłonowski herbu Grzymała – pisarz ziemski nurski w 1627 roku, deputat na Trybunał Koronny w 1620 roku.
Poseł na sejm 1627 roku. Podpisał elekcję Władysława IV Wazy z ziemią nurską. W 1648 roku był elektorem Jana II Kazimierza Wazy z województwa podlaskiego, podpisał jego pacta conventa.